# Noboru Terada
Pour les articles homonymes, voir Terada.
Noboru Terada, né le 25 novembre 1917 et décédé le 26 septembre 1986, est un nageur japonais.

## Jeux olympiques
- Jeux olympiques de 1936 à Berlin (Allemagne) :
  -  Médaille d'or sur 1 500 m nage libre.